# Ruta de Illinois 167
La Ruta de Illinois 167, y abreviada IL 167 (en inglés: Illinois Route 167) es una carretera estatal estadounidense ubicada en el estado de Illinois. La carretera inicia en el oeste desde la US 34     en Wataga hacia el este en la IL 180     en Victoria. La carretera tiene una longitud de 19,7 km (12.24 mi).

## Mantenimiento
Al igual que las autopistas interestatales, y las rutas federales y el resto de carreteras estatales, la Ruta de Illinois 167 es administrada y mantenida por el Departamento de Transporte de Illinois por sus siglas en inglés IDOT.